# Cardano al Campo
Cardano al Campo est une commune italienne de la province de Varèse, dans la région Lombardie.

## Toponyme
Certains affirment que Cardano vient de cardo : chardon.
D'autres le relient au nom de la personne Riccardo.

## Administration
| Période                                  | Période  | Identité               | Étiquette | Qualité        |
| ---------------------------------------- | -------- | ---------------------- | --------- | -------------- |
| 29/5/2007                                | En cours | Mario Anastasio Aspesi |           | administrateur |
| Les données manquantes sont à compléter. |          |                        |           |                |

### Hameaux
Cuoricino, Mombello, Cascina Stella, Moncone, Arsaghi.

### Communes limitrophes
|                | Casorate Sempione |           |
| Somma Lombardo | Cardano al Campo  | Gallarate |
|                | Samarate          |           |